# Cesc Gay
Francesc Gay i Puig, conegut com a Cesc Gay (Barcelona, 1967) és un director de cinema i guionista format en cinema a l'Escola de Mitjans Audiovisuals de Barcelona (EMAV), on es va graduar el 1990.

## Carrera
L'any 1998 va debutar com a director de cinema al costat de l'argentí Daniel Gimelberg amb l'obra Hotel Room. L'any 2000 fou l'escollit per dur al cinema l'obra de teatre Kràmpack, una pel·lícula en la qual també realitzà l'adaptació.
El 2002 fou el creador i responsable de la coordinació del guió de la sèrie Jet lag, realitzada per la Companyia T de Teatre. L'any 2003 estrenà la pel·lícula A la ciutat, protagonitzada entre d'altres per Mònica López, Eduard Fernández i Leonor Watling, amb la qual aconseguí el reconeixement unànime arreu del món. Amb aquesta, Fernández aconseguí el Premi Goya al millor actor secundari, alhora que López fou nominada com a millor actriu secundària i Gay fou nominat a la millor direcció i guió adaptat.
El 2006 estrenà Ficció, protagonitzada per Eduard Fernández, Javier Cámara, Àgata Roca o Carme Pla, i produïda per Gerardo Herrero i Marta Esteban. Per aquesta pel·lícula l'any 2007 va ser guardonat amb el Premi Nacional de Cinema concedit per la Generalitat de Catalunya. Posteriorment va dirigir V.O.S, una adaptació de l'obra teatral de Carol Lopez. L'any 2012 va estrenar Una pistola a cada mà, interpretada entre altres per Ricardo Darin, Luis Tosar, Javier Cámara, Eduard Fernández, Alberto San Juan, Candela Peña, Eduardo Noriega i Leonor Watling.
El 2015 va dirigir Truman, una coproducció hispano-argentina amb Javier Cámara i Ricardo Darín, un film que retrata l'emotiu retrobament de dos vells amics per la malaltia terminal d'un d'ells, i que va merèixer 11 nominacions als premis Gaudí.

## Filmografia
Si no s'indica el contrari, els títols corresponen a pel·lícules:
| Data      | Títol                        | Com a    | Com a     | Notes                    |
| Data      | Títol                        | director | guionista | Notes                    |
| --------- | ---------------------------- | -------- | --------- | ------------------------ |
| 1998      | Hotel Room                   | Sí       | Sí        |                          |
| 1999      | Polar                        | Sí       | Sí        | Sèrie de televisió       |
| 2000      | Kràmpack                     | Sí       | Sí        |                          |
| 2001-2006 | Jet Lag                      |          | Sí        | Sèrie de televisió       |
| 2003      | A la ciutat                  | Sí       | Sí        |                          |
| 2006      | Ficció                       | Sí       | Sí        |                          |
| 2009      | V.O.S.                       | Sí       | Sí        |                          |
| 2012      | Una pistola a cada mà        | Sí       | Sí        |                          |
| 2012-2013 | La Riera                     |          | Sí        | Sèrie de televisió       |
| 2013      | Encants: diari d'un trasllat |          | Sí        | Documental (coguionista) |
| 2015      | Truman                       | Sí       | Sí        |                          |
| 2018      | Félix                        | Sí       | Sí        | Sèrie de televisió       |
| 2020      | Sentimental                  | Sí       | Sí        |                          |
| 2021      | Historias para no contar     | Sí       | Sí        |                          |

## Guardons
Premis
- Butaca a la millor pel·lícula catalana per Kràmpack, juntament amb El mar (2000)
- Menció d'Honor al Festival Internacional de Cinema d'Estocolm per Kràmpack (2000)
- Millor director al Festival de Màlaga de Cinema Espanyol per Kràmpack (2000)
- Butaca a la millor pel·lícula catalana per A la ciutat (2004)
- Premi Eloy de la Iglesia al Festival de Màlaga de Cinema Espanyol (2012)
- Gaudí al millor guió per Una pistola a cada mà (Premis Gaudí de 2013)

Nominacions
- Cavall de Bronze al Festival Internacional de Cinema d'Estocolm per Kràmpack (2000)
- Millor pel·lícula al Festival de Màlaga de Cinema Espanyol per Kràmpack (2000)
- Goya al millor director novell per Kràmpack (2001)
- Goya al millor guió adaptat per Kràmpack, amb Tomàs Aragay (2001)
- Conquilla de Plata al millor director al Festival Internacional de Cinema de Sant Sebastià per A la ciutat (2003)
- Goya al millor director per A la ciutat (2004)
- Goya al millor guió original per A la ciutat, amb Tomàs Aragay (2004)
- Butaca a la millor pel·lícula catalana per Ficció (2007)
- Gaudí a la millor direcció per Una pistola a cada mà (Premis Gaudí de 2013)